# Iyuno
Iyuno, Inc. је међународна компанија основана 1974. године која се бави преводима за тонску синхронизацију и титловање филмова, телевизијских серија, цртаних филмова и другог видео материјала.

## ТВ канали
- Дизни канал
- Дизни XD
- Дизни џуниор
- Cartoon Network
- Boomerang
- Комеди сентрал
- Еј-Екс-Ен
- Еј-Екс-Ен спин
- Еј-Ем-Си
- МТВ